# Composia vagrans
Composia vagrans är en fjärilsart som beskrevs av Bates 1933. Composia vagrans ingår i släktet Composia och familjen björnspinnare. Inga underarter finns listade i Catalogue of Life.